# 다이애나 배로스
다이애나 배로스(영어: Diana Barrows, 1966년 1월 23일 ~ )는 미국의 배우, 가수이다.

## 영화
- 제이슨이었던 이름의 남자: 13일의 금요일 30년 (2009년) - 본인 역
- 하렘 2 (1989년)
- 내 인생은 나의 것 (1989년)
- 사랑의 곡예사들 (1988년)
- 13일의 금요일 7 - 새로운 살인 (1988년)